# Мурмельштейн, Беньямин
Беньямин Мурмельштейн (нем. Benjamin Murmelstein; 9 июня 1905, Львов — 27 октября 1989, Рим) — австрийский раввин, учёный и руководитель иудейской общины в Вене до её ликвидации национал-социалистами в марте 1938 года.
Родился в ортодоксальной еврейской семье во Львове, там же окончил школу. После получения аттестата переехал в Вену, где поступил в Венский университет, где изучал философию и семитские языки. В 1927 году защитил диссертацию.
В созданной в мае 1938 года «еврейской общине Вены» руководил переселением и эмиграцией. Работал в юденрате Вены. в 1943 году был депортирован в Терезиенштадт. Был последним еврейским старостой в Терезинском гетто. Важный свидетель уничтожения евреев национал-социалистами.
После окончания войны он был арестован чехословацкими властями по обвинению в коллаборационизме, однако дело было закрыто. После этого Мурмельштейн эмигрировал в Италию и жил в Риме до самой смерти.
В 2013 году французский режиссёр Клод Ланцман снял о Беньямине Мурмельштейне документальный фильм «Последняя несправедливость». Этим фильмом Ланцман хотел, по его собственному признанию, поставить памятник Мурмельштейну, так как роль последнего до сих пор была представлена «очень несправедливо».